# Не говори зло
Не говори зло (енгл. Speak No Evil) амерички је психолошки трилер из 2024. у режији и по сценарију Џејмса Воткинса. Римејк је данског филма из 2022. Главне улоге тумаче Џејмс Макавој, Макензи Дејвис, Ејслинг Франчози, Аликс Вест Лефлер, Ден Хо и Скот Макнејри. Продуцент филма је Џејсон Блум преко предуцентске куће Blumhouse Productions.
Приказивање у биоскопима почело је 13. септембра 2024. у Сједињеним Америчким Државама, односно 12. септембра исте године у Србији.

## Радња
Америчка породица добија позив шармантне британске породице са којом су се спријатељили на одмору, да проведу викенд на њиховом идиличном сеоском имању. Оно што започиње као одмор из снова убрзо се претвара у вриштећу психолошку ноћну мору.

## Улоге
| Глумац            | Улога        |
| ----------------- | ------------ |
| Џејмс Макавој     | Педи         |
| Макензи Дејвис    | Луиза Долтон |
| Ејслинг Франчози  | Клара        |
| Аликс Вест Лефлер | Агнес Долтон |
| Ден Хо            | Ант          |
| Скот Макнејри     | Бен Долтон   |